# تئو ال‌تی
تئو ال‌تی (انگلیسی: Teo LT) شرکت مخابرات لیتوانیایی است، که در سال ۱۹۹۲ تأسیس شد.